# Belagerung von Saint-Jean-d’Angély
Saint-Jean-d’Angély – Montauban – La Rochelle (1621/22) – Royan – Saint-Antonin  – Montpellier – La Rochelle (1627–1628)
Die Belagerung von Saint-Jean-d’Angély wurde 1621 von Truppen des Königs Louis XIII. durchgeführt und waren Teil der Aktionen zur Niederschlagung des Hugenottenaufstandes und der damit zwangsläufig einhergehenden Eroberung der hugenottischen Bastionen.

## Vorgeschichte
Trotz der ablehnenden Haltung von Louis XIII. kam die Generalversammlung der reformierten Kirche in La Rochelle zusammen, protestierte am 18. Mai 1621 gegen die erneute Missachtung des Edikt von Nantes und bereitete sich auf den Krieg vor.
Die République protestante (protestantische Republik) war in acht Kreise aufgeteilt deren jeder über einen eigenen Provinzialrat, eigene Finanzen, eine eigene Armee und einen eigenen Befehlshaber verfügte.
Einige Provinzen lehnten ihre Beteiligung an einem Krieg ab und es gab gravierende Meinungsverschiedenheiten unter den Führern.
Henri III. de La Trémoille wollte das Angoumois nicht auf das Spiel setzen, Lesdiguières wollte die Dauphiné aus dem Konflikt heraushalten, ganz wie Charles de Lorraine, duc de Guise die Provence, ebenso Gaspard de Coligny, der sich nach Aigues-Mortes zurückzog. Allerdings gab es auch begeisterte Anhänger des Aufstandes, so in Montauban, Bergerac, Nîmes, Uzès und natürlich auch in La Rochelle.
Die Armee des Königs von Frankreich marschierte auf Saint-Jean-d’Angély, wo die Weigerung von Benjamin de Rohan die Tore zu öffnen, den Beginn der Rebellion signalisierte. Louis XIII. entschied, die Stadt unbedingt einzunehmen, da sie eine strategische Position zur Kontrolle der hugenottischen Bastion La Rochelle darstellte und zur Blockade von La Rochelle unbedingt notwendig war.

## Die Armee des Königs
Regimenter:
Infanterie
- Régiment du Bourg de Lespinasse
- Régiment de Chappes
- Régiment de Champagne
- Régiment de Chastellier-Barlot
- Régiment d’Estissac
- Régiment des Gardes françaises
- Régiment des Gardes suisses
- Régiment de Lauzières (auch Régiment de Thémines genannt)
- Régiment de Lauzun
- Régiment de Navarre
- Régiment de Normandie
- Régiment de Picardie
- Régiment de Piémont
- Régiment de Puyserguier
- Régiment de Rambures
- Régiment de Saint-Luc
- Régiment de Saint-Vivian
- Régiment de Saint-Vincent
- Régiment de Soyecourt

Kavallerie (7 Cornettes)
- Carabins d’Esplans
- Chevau-légers de Châteaubriant
- Chevau-légers de la Garde
- Chevau-légers de Guise
- Chevau-légers de la Reine
- Gendarmes de la garde
- Régiment de Brissac cavalerie

## Die Belagerung
Am 31. Mai unternahm das „Régiment de Champagne“ vergeblich einen massiven Sturmangriff gegen die Vorstadt Taillebourg. Dabei verlor es seinen Mestre de camp Charles-François de la Baume, marquis de Montrevel, drei Capitaines und eine große Anzahl an Männern.
Der König entschied nunmehr die förmliche Belagerung aufzunehmen. Das Anlegen der Annäherungsgräben war dermaßen gefährlich, dass es die dafür zwangsausgehobenen Bauern vorzogen davonzulaufen. Aus diesem Grunde musste es von Soldaten übernommen werden, denen der König, wie bei der Belagerung von Amiens, eine Prämie zahlte.

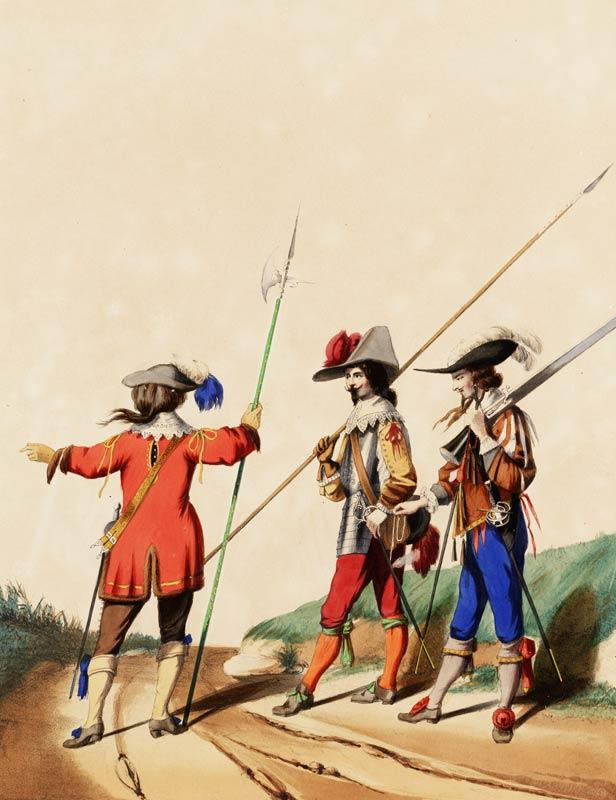
Régiment des Gardes Françaises

Es wurden zwei Angriffskolonnen gebildet:
1. „Régiment des Gardes françaises“ und der „Gardes suisses“, kommandiert von den Marschällen Charles II. de Cossé, duc de Brissac und Charles de Choiseul, marquis de Praslin, mit dem  Maréchal de camp Charles II. de Créquy, Timoléon d’Espinay de Saint-Luc und François de Bassompierre.
2. „Régiment de Picardie“, kommandiert von Honoré d’Albert, Mestre de camp des „Régiment de Normandie“, assistiert von de Termes und François V de La Rochefoucauld.

Am 10. Juni wurde die Angriffstruppe durch das „Régiment du Bourg de Lespinasse“ verstärkt. Am 14. Juni machten die Belagerten einen Ausfall, der aber von den Regimentern „du Bourg de Lespinasse“ und „d’Estissac“ abgewehrt wurde.
Obwohl Bassompierre bis zum 23. Juni vier Traversen in seinem Angriffsabschnitt hatte fertigstellen lassen, waren die Verluste weiterhin sehr hoch. Verwundet waren unter anderem die Offiziere: de Favoles, de Carbonnier, des Érables, de La Valette, der Baron de Palluau …
Am 24. Juni unternahmen die beiden Garderegimenter, unterstützt von den Regimentern „Navarre“ und „Rambures“ einen erneuten Angriff auf die Bastion „Tour Blanche“. Dabei erhielt Charles de Créquy aus einer Muskete einen Schuss in die Backe.

## Folgen
Am Abend des 24. Juni kapitulierte de Rohan nach nur 26-tägiger Belagerung. Er erhielt freien Abzug, nachdem er dem König geschworen hatte, nicht mehr die Waffen gegen ihn zu erheben. Diesen Eid hielt er allerdings nicht, da er bereits am 7. August bei der Blockade von La Rochelle Aufgaben in der Festung übernahm.
Die Einnahme des Platzes kam Louis XIII. teuer zu stehen. Außer den Toten und Verletzten der Truppe hatte er auch den Verlust höherer Offizier zu beklagen, so den Maréchal de Brissac, der während der Belagerung krank geworden war und noch im Juni starb.
Louis XIII. ließ eine kleine Armee zur Blockade von La Rochelle zurück und zog mit seiner Hauptstreitmacht nach Süden zur vergeblichen Belagerung von Montauban.